# فیل جی
فیل جی (انگلیسی: Phil Gee؛ زادهٔ ۱۹ دسامبر ۱۹۶۴) بازیکن فوتبال اهل بریتانیا است.
از باشگاه‌هایی که در آن بازی کرده‌است می‌توان به باشگاه فوتبال لستر سیتی اشاره کرد.